# Asparagáceas

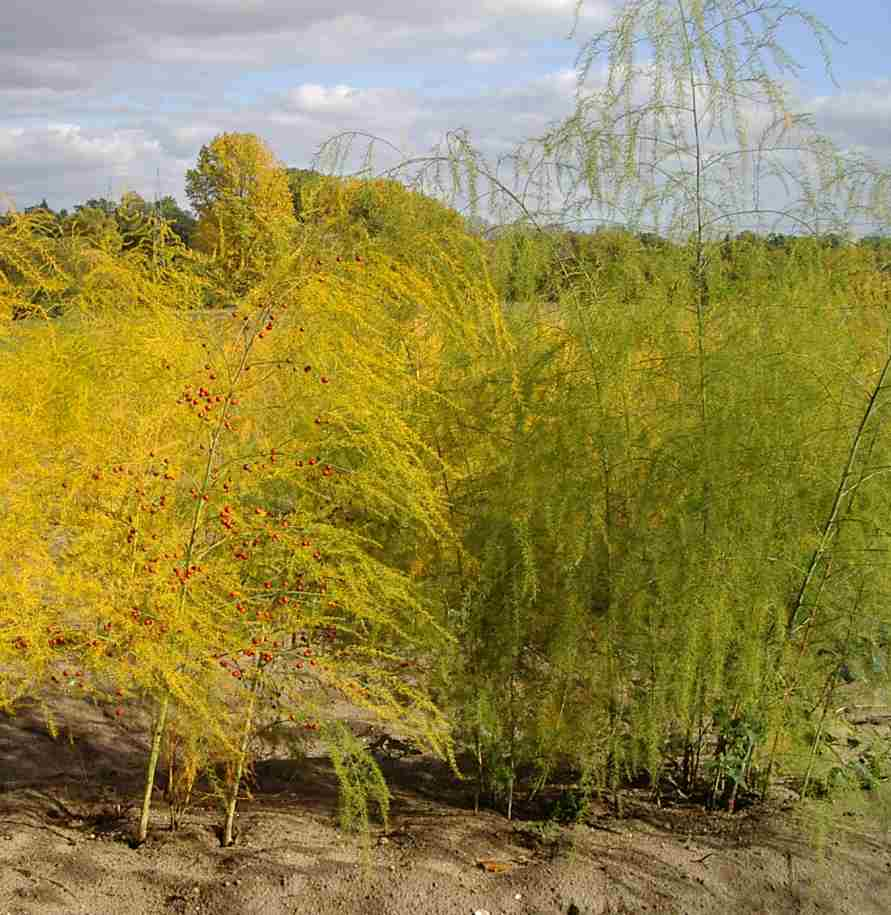
Hábito de Asparagus officinalis (espargos).

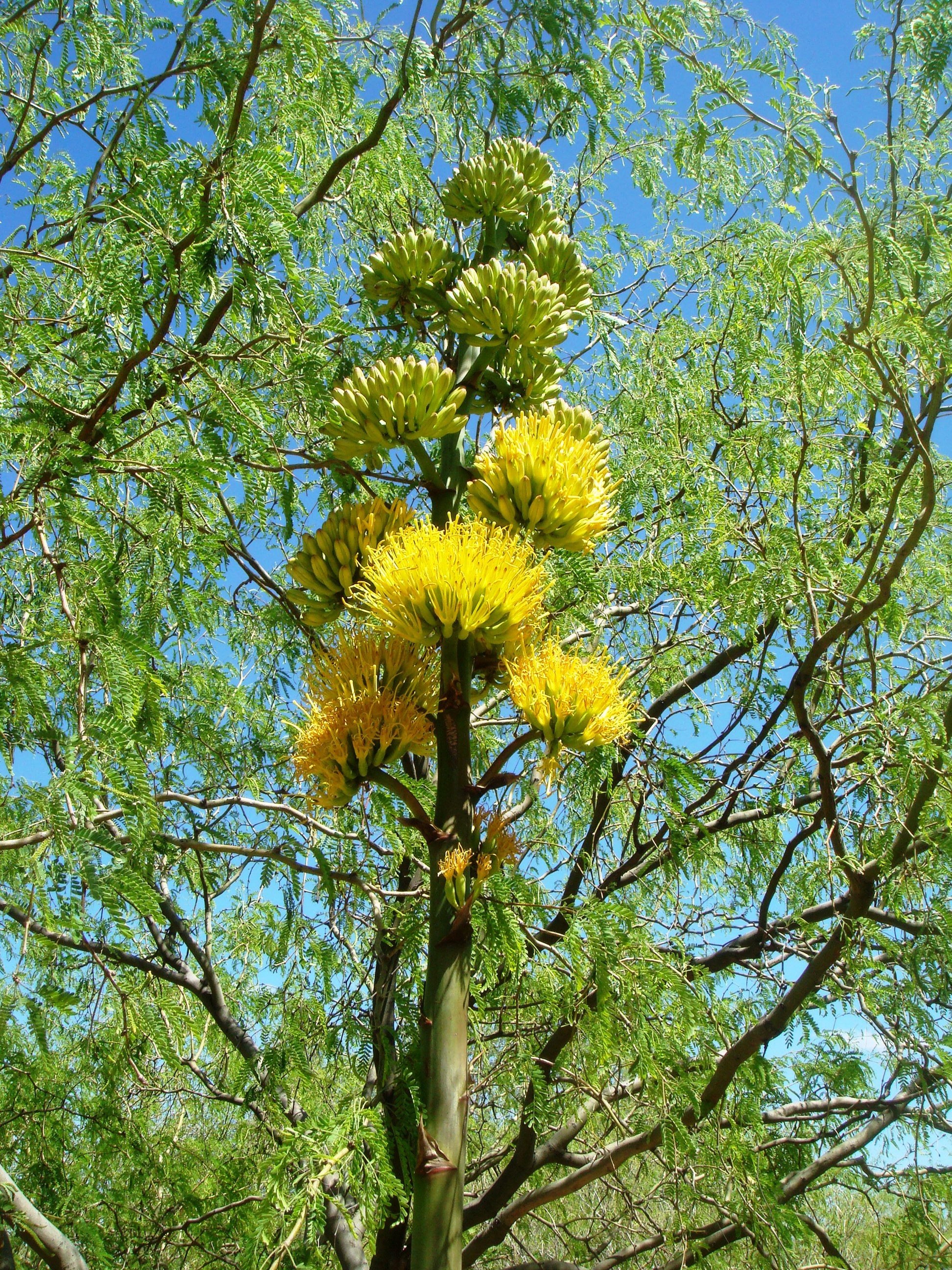
Inflorescência de Agave chrysantha.

Asparagáceas (Asparagaceae) é uma família de plantas com flor monocotiledóneas da ordem Asparagales, que inclui na sua presente circunscrição taxonómica cerca de 150 géneros agrupando mais de 2500 espécies. Com ampla distribuição natural em todas as regiões do mundo, inclui muitas espécies utilizadas como plantas ornamentais, para além plantas com valor económico, como o espargo e a agave com que se confecciona a tequila.

## Descrição
Os membros da família Asparagaceae são maioritariamente plantas herbáceas ou lianas, mas algumas espécies são arborescentes (como por exemplo  Dracaena draco, o dragoeiro) ou arbustivas, podendo conter caules rijos com consistência lenhosa (embora sem madeira). As espécies herbáceas perenes apresentam rizomas como órgãos de armazenamento, sendo nesse caso geófitos.
As folhas são simples, inteiras, com nervação do tipo paralelinérveo (nervuras paralelas), sendo por vezes suculentas e fibrosas ou escariosas e escamiformes, podendo apresentar bainha, com margem inteira, raramente espinescentes. Em muitos géneros é comum as folhas estarem reduzidas a pequenas escamas membranosas, em alguns casos vestigiais, sendo as funções foliares, nomeadamente a fotossíntese, assumida por filocládios, caules modificados, morfologica e funcionalmente similares a folhas. As estípulas estão sempre ausentes.
Quando presentes, as folhas apresentam filotaxia maioritariamente do tipo alterno espiralado ou do tipo dístico (todas as folhas do caule dispostas num mesmo plano), embora em alguns géneros as folhas possam ser opostas.
As flores ocorrem individualmente ou agrupadas em inflorescências de forma muito variada, podendo ser cimosas ou racemosas.
As flores são em geral pequenas e vistosas, bissexuadas ou unissexuadas, trimeras, de simetria maioritariamente actinomorfa, mas por vezes zigomorfa, diclamídeas ou homoclamídeas. Quando as flores são unissexuais, as plantas podem ser monóicas ou dióicas.
O perianto apresenta a corola e o cálice na maioria das vezes unidos, de coloração esverdeada, branca ou amarela. O cálice é (2-)-3-mero e a corola (2-)-3-mera. O androceu apresenta 6 estames iguais, muito raramente 3, livres entre si mas fundidos com a base do perianto, com anteras rimosas. Quando presentes, os nectários são septais. O gineceu é gamocarpelar, com o ovário súpero ou ínfero, três carpelos com três lóculos ou raramente um só lóculo, uni- a pluriovulados. O estilete é no máximo tão longo quanto o ovário. A placentação é axial ou muito raro parietal. As flores femininas apresentam estaminódios.
O fruto pode ser em cápsula ou baga.
Esta família de plantas tem ampla distribuição natural, podendo ser considerada como quase cosmopolita, ou seja, esta presente em quase todas a regiões do mundo.

## Sistemática
Estudos de genética molecular realizadas na última década levaram a uma alteração profunda da circunscrição taxonómica das famílias que integram a ordem Asparagales. Uma das consequências foi a desagregação da anterior macro-família Liliaceae, considerada como fortemente polifilética e o reposicionamento dos clados que a constituíam em novas famílias. Contudo, algumas dessas famílias foram consideradas parafiléticas, o que levou a uma profunda reorganização destes taxa com a constituição de uma família Asparagaceae] sensu lato que agora agrupa os géneros que constituíam as anteriores famílias Agavaceae, Aphyllanthaceae, Hyacinthaceae, Laxmanniaceae, Ruscaceae e Themidaceae.
O nome Asparagaceae foi publicado em 1789 por Antoine Laurent de Jussieu em Genera Plantarum (página 40). O tipo nomenclatural é o género Asparagus L..
Tendo em conta as regras do Código Internacional de Nomenclatura Botânica (ICBN) em algumas circunstâncias os nomes das anteriores famílias não podem ser assumidos pelas subfamílias resultantes. Assim, não foi possível renomear a família «Hyacinthaceae» como «Hyacinthoideae», porque o nome Scilloideae, mais antigo, embora incomum, tem prioridade nomenclatural.
Após as alterações atrás referidas, na sua presente circunscrição taxonómica a família Asparagaceae agrupa 7 subfamílias com cerca de 150 géneros e mais de 2500 espécies:
- Aphyllanthoideae Lindl. — contém apenas um género monotípico com a espécie:
  - Aphyllanthes monspeliensis L. — nativa da bacia do Mediterrâneo.
- Brodiaeoideae Traub — contém 10-12 géneros.
- Scilloideae Burnett — contém quatro tribos com numerosos géneros.
- Agavoideae Herb. — contém cerca de 18 géneros.
- Lomandroideae Thorne & Reveal — contém 14-15 géneros.
- Asparagoideae Burmeist. — comtém apenas dois géneros com cerca de 225 espécies.
- Nolinoideae Burnett — contém 24-30 géneros.

A árvore filogenética das Asparagales 'nucleares', incluindo aquelas famílias que foram reduzidas ao estatuto de subfamílias, é a que se mostra abaixo. O grupo inclui as duas maiores famílias da ordem, isto é, aqueles com maior número de espécies, as Amaryllidaceae e as Asparagaceae. Nesta circunscrição taxonómica a família Amaryllidaceae é o grupo irmão da família Asparagaceae.
|  | Agapanthoideae (= Agapanthaceae)                                                                          |
|  | |
|  | \| \| Allioideae (= Alliaceae s.s.) \| \| \| \| \| \| Amaryllidoideae (= Amaryllidaceae s.s.) \| \| \| \| |
|  | |
|  | Allioideae (= Alliaceae s.s.)                                                                             |
|  | |
|  | Amaryllidoideae (= Amaryllidaceae s.s.)                                                                   |
|  | |

|  | Allioideae (= Alliaceae s.s.)           |
|  |                                         |
|  | Amaryllidoideae (= Amaryllidaceae s.s.) |
|  |                                         |

|  | Aphyllanthoideae (= Aphyllanthaceae)                                                            |
|  |                                                                                                 |
|  | \| \| Brodiaeoideae (= Themidaceae) \| \| \| \| \| \| Scilloideae (= Hyacinthaceae) \| \| \| \| |
|  |                                                                                                 |
|  | Brodiaeoideae (= Themidaceae)                                                                   |
|  |                                                                                                 |
|  | Scilloideae (= Hyacinthaceae)                                                                   |
|  |                                                                                                 |

|  | Brodiaeoideae (= Themidaceae) |
|  |                               |
|  | Scilloideae (= Hyacinthaceae) |
|  |                               |

|  | Aphyllanthoideae (= Aphyllanthaceae)                                                            |
|  |                                                                                                 |
|  | \| \| Brodiaeoideae (= Themidaceae) \| \| \| \| \| \| Scilloideae (= Hyacinthaceae) \| \| \| \| |
|  |                                                                                                 |
|  | Brodiaeoideae (= Themidaceae)                                                                   |
|  |                                                                                                 |
|  | Scilloideae (= Hyacinthaceae)                                                                   |
|  |                                                                                                 |

|  | Brodiaeoideae (= Themidaceae) |
|  |                               |
|  | Scilloideae (= Hyacinthaceae) |
|  |                               |

|  | Lomandroideae (= Laxmanniaceae)                                                                   |
|  |                                                                                                   |
|  | \| \| Asparagoideae (= Asparagaceae s.s.) \| \| \| \| \| \| Nolinoideae (= Ruscaceae) \| \| \| \| |
|  |                                                                                                   |
|  | Asparagoideae (= Asparagaceae s.s.)                                                               |
|  |                                                                                                   |
|  | Nolinoideae (= Ruscaceae)                                                                         |
|  |                                                                                                   |

|  | Asparagoideae (= Asparagaceae s.s.) |
|  |                                     |
|  | Nolinoideae (= Ruscaceae)           |
|  |                                     |

|  | Aphyllanthoideae (= Aphyllanthaceae)                                                            |
|  |                                                                                                 |
|  | \| \| Brodiaeoideae (= Themidaceae) \| \| \| \| \| \| Scilloideae (= Hyacinthaceae) \| \| \| \| |
|  |                                                                                                 |
|  | Brodiaeoideae (= Themidaceae)                                                                   |
|  |                                                                                                 |
|  | Scilloideae (= Hyacinthaceae)                                                                   |
|  |                                                                                                 |

|  | Brodiaeoideae (= Themidaceae) |
|  |                               |
|  | Scilloideae (= Hyacinthaceae) |
|  |                               |

|  | Aphyllanthoideae (= Aphyllanthaceae)                                                            |
|  |                                                                                                 |
|  | \| \| Brodiaeoideae (= Themidaceae) \| \| \| \| \| \| Scilloideae (= Hyacinthaceae) \| \| \| \| |
|  |                                                                                                 |
|  | Brodiaeoideae (= Themidaceae)                                                                   |
|  |                                                                                                 |
|  | Scilloideae (= Hyacinthaceae)                                                                   |
|  |                                                                                                 |

|  | Brodiaeoideae (= Themidaceae) |
|  |                               |
|  | Scilloideae (= Hyacinthaceae) |
|  |                               |

|  | Lomandroideae (= Laxmanniaceae)                                                                   |
|  |                                                                                                   |
|  | \| \| Asparagoideae (= Asparagaceae s.s.) \| \| \| \| \| \| Nolinoideae (= Ruscaceae) \| \| \| \| |
|  |                                                                                                   |
|  | Asparagoideae (= Asparagaceae s.s.)                                                               |
|  |                                                                                                   |
|  | Nolinoideae (= Ruscaceae)                                                                         |
|  |                                                                                                   |

|  | Asparagoideae (= Asparagaceae s.s.) |
|  |                                     |
|  | Nolinoideae (= Ruscaceae)           |
|  |                                     |

|  | Agapanthoideae (= Agapanthaceae)                                                                          |
|  | |
|  | \| \| Allioideae (= Alliaceae s.s.) \| \| \| \| \| \| Amaryllidoideae (= Amaryllidaceae s.s.) \| \| \| \| |
|  | |
|  | Allioideae (= Alliaceae s.s.)                                                                             |
|  | |
|  | Amaryllidoideae (= Amaryllidaceae s.s.)                                                                   |
|  | |

|  | Allioideae (= Alliaceae s.s.)           |
|  |                                         |
|  | Amaryllidoideae (= Amaryllidaceae s.s.) |
|  |                                         |

|  | Aphyllanthoideae (= Aphyllanthaceae)                                                            |
|  |                                                                                                 |
|  | \| \| Brodiaeoideae (= Themidaceae) \| \| \| \| \| \| Scilloideae (= Hyacinthaceae) \| \| \| \| |
|  |                                                                                                 |
|  | Brodiaeoideae (= Themidaceae)                                                                   |
|  |                                                                                                 |
|  | Scilloideae (= Hyacinthaceae)                                                                   |
|  |                                                                                                 |

|  | Brodiaeoideae (= Themidaceae) |
|  |                               |
|  | Scilloideae (= Hyacinthaceae) |
|  |                               |

|  | Aphyllanthoideae (= Aphyllanthaceae)                                                            |
|  |                                                                                                 |
|  | \| \| Brodiaeoideae (= Themidaceae) \| \| \| \| \| \| Scilloideae (= Hyacinthaceae) \| \| \| \| |
|  |                                                                                                 |
|  | Brodiaeoideae (= Themidaceae)                                                                   |
|  |                                                                                                 |
|  | Scilloideae (= Hyacinthaceae)                                                                   |
|  |                                                                                                 |

|  | Brodiaeoideae (= Themidaceae) |
|  |                               |
|  | Scilloideae (= Hyacinthaceae) |
|  |                               |

|  | Lomandroideae (= Laxmanniaceae)                                                                   |
|  |                                                                                                   |
|  | \| \| Asparagoideae (= Asparagaceae s.s.) \| \| \| \| \| \| Nolinoideae (= Ruscaceae) \| \| \| \| |
|  |                                                                                                   |
|  | Asparagoideae (= Asparagaceae s.s.)                                                               |
|  |                                                                                                   |
|  | Nolinoideae (= Ruscaceae)                                                                         |
|  |                                                                                                   |

|  | Asparagoideae (= Asparagaceae s.s.) |
|  |                                     |
|  | Nolinoideae (= Ruscaceae)           |
|  |                                     |

|  | Aphyllanthoideae (= Aphyllanthaceae)                                                            |
|  |                                                                                                 |
|  | \| \| Brodiaeoideae (= Themidaceae) \| \| \| \| \| \| Scilloideae (= Hyacinthaceae) \| \| \| \| |
|  |                                                                                                 |
|  | Brodiaeoideae (= Themidaceae)                                                                   |
|  |                                                                                                 |
|  | Scilloideae (= Hyacinthaceae)                                                                   |
|  |                                                                                                 |

|  | Brodiaeoideae (= Themidaceae) |
|  |                               |
|  | Scilloideae (= Hyacinthaceae) |
|  |                               |

|  | Aphyllanthoideae (= Aphyllanthaceae)                                                            |
|  |                                                                                                 |
|  | \| \| Brodiaeoideae (= Themidaceae) \| \| \| \| \| \| Scilloideae (= Hyacinthaceae) \| \| \| \| |
|  |                                                                                                 |
|  | Brodiaeoideae (= Themidaceae)                                                                   |
|  |                                                                                                 |
|  | Scilloideae (= Hyacinthaceae)                                                                   |
|  |                                                                                                 |

|  | Brodiaeoideae (= Themidaceae) |
|  |                               |
|  | Scilloideae (= Hyacinthaceae) |
|  |                               |

|  | Lomandroideae (= Laxmanniaceae)                                                                   |
|  |                                                                                                   |
|  | \| \| Asparagoideae (= Asparagaceae s.s.) \| \| \| \| \| \| Nolinoideae (= Ruscaceae) \| \| \| \| |
|  |                                                                                                   |
|  | Asparagoideae (= Asparagaceae s.s.)                                                               |
|  |                                                                                                   |
|  | Nolinoideae (= Ruscaceae)                                                                         |
|  |                                                                                                   |

|  | Asparagoideae (= Asparagaceae s.s.) |
|  |                                     |
|  | Nolinoideae (= Ruscaceae)           |
|  |                                     |

## Importância econômica
Alguns gêneros desta família possuem importância econômica, um destes gêneros é o Agave (de acordo com o APG III pertence a Asparagaceae) que possui algumas espécies  importantes, pois fornecem matéria-prima para a produção de bebidas alcoólicas, como por exemplo o pulque e a tequila que são populares na América Central, mas também são conhecidas em diversas partes do mundo; O sisal (Agave sisalana), que é uma planta de fibra que é utilizada como alternativa em áreas secas do nordeste. Para o gênero Asparagus, a Asparagus albus o aspargo, é importante por ser utilizado na alimentação.
Potencial ornamental

Espécies desta família são utilizadas como ornamentais no Brasil e em todo o mundo. Entre as cultivadas no Brasil para fins ornamentais, podemos destacar as iucas (Yucca spp.), os agaves (Agave spp.), a pata-de-elefante (Nolina recurvata), o cordiline (Cordyline terminalis), a grama-preta (Ophiopogon japonicus), a espada-de-são-jorge (Sansevieria trifasciata), o melindre (Asparagus setaceus), o aspargo-ornamental (Asparagus densiflorus) e as dracenas (Dracaena spp.), por explemplo Dracena goldieana 

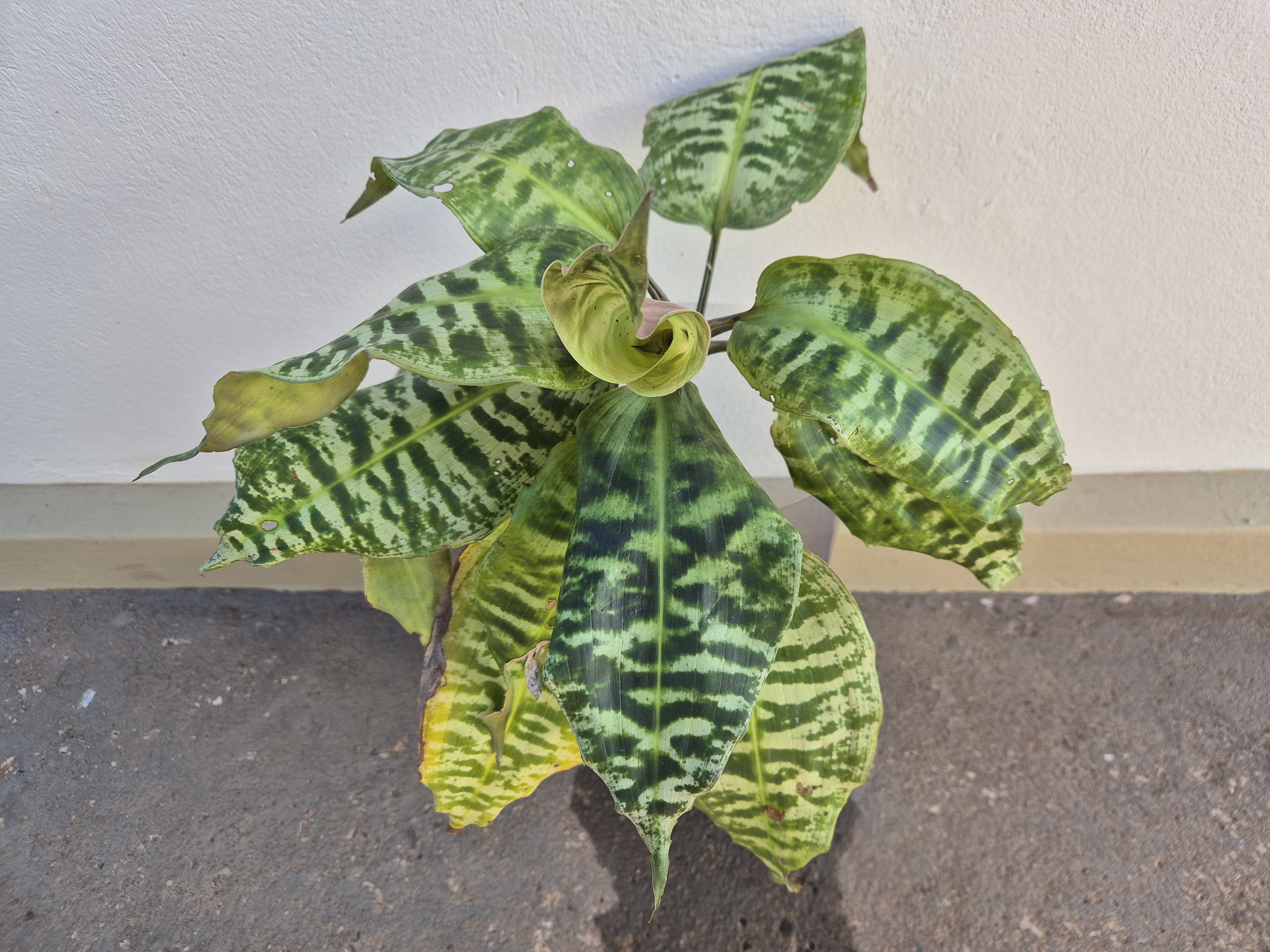
Exemplar de Dracena goldieana, cultivado em vaso, coleção particular.

O clorofito (Chlorophytum comosum) é muito utilizado em canteiros, que causa um bonito efeito na ornamentação. Uma das espécies do gênero Dracaena é muito conhecida (Dracaena fragrans) ou pau-d’água onde é comercializado fragmentos do caule que brotam muito fácil  em vasos com água.

## Distribuição e ocorrência no Brasil
No Brasil está presente em todas regiões, na região Norte no estado de Rondônia; Na região Nordeste nos seguintes estados Alagoas, Bahia, Ceará, Paraíba, Pernambuco, Piauí e Rio Grande do Norte; Já na região Centro-oeste pode ser encontrada  no Distrito Federal, Goiás, Mato Grosso do Sul e Mato Grosso; No Sudeste em São Paulo, Espírito Santo, Rio de Janeiro e Minas Gerais; na região Sul nos estados Paraná, Santa Catarina e Rio Grande do Sul.
Gêneros nativos do Brasil
- Clara, Cordyline, Furcraea, Hagenbachia e Herreria.

Gêneros introduzidos no Brasil
- Agave, Asparagus, Aspidistra, Chlorophytum, Convallaria, Dracaena (=Pleomele), Hosta, Hyancithus, Liriope, Nolina (=Beaucarnea), Ophiopogon, Phormium, Polianthes, Ruscus, Sansevieria, Urginea e Yucca.